# قاسم مختار
قاسم مختار (مواليد 1927) هو عداء مسافات متوسطة عراقي تنافس في سباقي 1500 متر و5000 متر رجال في دورة الألعاب الأولمبية الصيفية عام 1960.

## روابط خارجية
- قاسم مختار على موقع أوليمبيديا (الإنجليزية)